# HD 1499
HD1499 є хімічно пекулярною зорею спектрального класу
A1 й має видиму зоряну величину в
смузі V приблизно  9.8.
.